# Telchinia lusinga
Telchinia lusinga is een vlinder uit de familie van de Nymphalidae. De wetenschappelijke naam van de soort is voor het eerst voorgesteld door Frans Guillaume Overlaet in een publicatie uit 1955.

## Verspreiding
De soort komt voor in Congo-Kinshasa (Opper-Lomami), West-Tanzania en West-Zambia.

## Habitat
Het habitat bestaat uit savannes, open terreinen en bossen van Brachystegia (miombo).